# فوكسي كيثيفواما
فوكسي كيثيفواما (بالفرنسية: Foxi Kéthévoama)‏ (مواليد 30 مايو 1986 في بانغي) لاعب كرة قدم من جمهورية أفريقيا الوسطى. يلعب حالياً لصالح نادي أستانا على سبيل الإعارة من نادي كيتشكيميتي المجري.

## وصلات خارجية
- فوكسي كيثيفواما على موقع الاتحاد الدولي (مؤرشف)  (الإنجليزية)
- فوكسي كيثيفواما على موقع الاتحاد الأوربي (الإنجليزية)
- فوكسي كيثيفواما على موقع اتحاد تركيا (لاعب) (الإنجليزية)
- فوكسي كيثيفواما على موقع قاعدة بيانات كرة القدم.إي يو (الإنجليزية)
- فوكسي كيثيفواما على موقع ناشيونال فوتبول تيمز (الإنجليزية)
- فوكسي كيثيفواما على موقع Soccerway.com (الإنجليزية)
- فوكسي كيثيفواما على موقع عالم كرة القدم.نت (الإنجليزية)
- فوكسي كيثيفواما على موقع AS.com (الإسبانية)
- إحصائيات اللاعب